# هورسين
هورسين هي قرية في مقاطعة أرومية، إيران. عدد سكان هذه القرية هو 1,147 في سنة 2006.